# Lego Fabuland
Fabuland est un thème Lego destiné aux jeunes enfants, produit de 1979 à 1989.

## Contenu du set
Les notices d'instructions, outre les explications de montage, racontaient quelquefois l'histoire des personnages présents à l'intérieur. Les figurines avaient une taille intermédiaire entre les personnages de Duplo et les minifigurines. Elles représentaient des animaux humanoïdes, chacune ayant un nom.
Les maisons se construisaient avec des panneaux d'un seul tenant. Il y avait de nombreux accessoires.

## Télévision et cinéma
Le thème a fait l'objet d'une série animée en pâte à modeler : Édouard et ses amis (Edward and Friends (en)).
En 2014, une minifigurine du thème La grande Aventure Lego inspiré du film homonyme, nommée Fabu-Fan, portait sur son buste un tête-shirt à manches longues, rayé vert-blanc sur lequel était inscrit le logo de la gamme avec une tête de chimpanzé Fabuland en dessous. C'était un fan de cette gamme aujourd'hui disparue.